# Mattheus Smits
Mattheus Smits (Heerlen, 25 november 1953) is een Nederlandse pianopedagoog en voorzitter van The international Ervin Nyiregyházi foundation. 

## Biografie

### Opleiding
Als kind volgde Smits muzieklessen aan de muziekschool in Heerlen, hierop volgde een opleiding aan het Utrechts Conservatorium. Smits volgde pianolessen bij Johan Ligtelijn. Via Ligtelijn kwam Smits in contact met pianist Jorge Bolet. Smits en Bolet hielden contact tot Bolet's dood in 1990.

### Activiteiten
Mattheus Smits is onder andere actief als voorzitter van The international Ervin Nyiregyházi foundation. Zo beheert Smits het nalatenschap van Nyiregyházi. In samenwerking met Sonetto Classics en Kevin Bazzana heeft Smits meerdere werken van Nyiregyházi uitgegeven. Ook is hij voorzitter van de stichting Bechstein piano educatie Nederland. In 2013 gaf Smits een boek met Etudes van Amédée Méreaux uit. 